# J. B. Pritzker
Jay Robert (J. B.) Pritzker (Santa Clara, 19 januari 1965) is een Amerikaanse ondernemer en politicus van de Democratische Partij. Sinds januari 2019 is hij de gouverneur van de Amerikaanse staat Illinois. Met een geschat vermogen van 3,5 miljard dollar is Pritzker een van de rijkste politici in de geschiedenis van de Verenigde Staten. Bij zijn aantreden als gouverneur in 2019 passeerde hij de toenmalige president Donald Trump als de rijkste zittende politicus van het land.

## Biografie

### Familie en opleiding
Pritzker werd geboren in Californië en is afkomstig uit een invloedrijke ondernemersfamilie. Zijn vader (Donald Pritzker) en oom (Jay Pritzker) waren oprichters van de hotelketen Hyatt. Naar zijn oom zijn de Pritzker Prize en het Jay Pritzker Pavilion in het Millennium Park in Chicago vernoemd. Zijn zus Penny Pritzker was tussen 2013 en 2017 minister van Economische Zaken onder president Barack Obama. In een door het tijdschrift Forbes opgestelde lijst van Amerikaanse miljardairs stonden in 2018 acht leden van de familie Pritzker genoteerd. J. B. stond daarin op plaats 251. De familie wordt door het blad al sinds 1982 gerangschikt bij de rijkste in de Verenigde Staten.
J. B. Pritzker verloor zijn vader toen hij zeven jaar oud was en zijn moeder exact tien jaar nadien. Hij doorliep zijn middelbare school in Milton (Massachusetts). Aansluitend begon hij aan een studie politieke wetenschappen aan de Duke University, waar hij in 1987 afstudeerde met een Bachelor of Arts. Daarna volgde hij aan de Northwestern University School in Chicago een rechtenstudie, die hij in 1993 met een Juris Doctor afsloot.

### Ondernemingen
Pritzker is door de jaren heen (mede-)oprichter geweest van verschillende ondernemingen, waarvan The Pritzker Group de belangrijkste is. Deze investeringsmaatschappij, die hij samen met zijn broer Anthony stichtte in 2002, beheert vooral middelgrote bedrijven in de verpakkingsindustrie. Dochteronderneming Venture Capital (voorheen New World Ventures) is de grootste (risico)kapitaalinvesteerder van het Middenwesten en heeft sinds de oprichting in 1996 geïnvesteerd in meer dan vijftig bedrijven, voornamelijk in de IT-sector.
In 1999 ontwikkelde Pritzker het Chicagoland Entrepreneurial Center, een ondernemersorganisatie. Een onderdeel hiervan is de incubator 1871 (genoemd naar het jaar dat de Grote brand van Chicago plaatsvond), die honderden digitale start-ups omvat en helpt bij hun ontwikkeling. Op staatsniveau richtte hij tevens de investeringsbedrijven Illinois Venture Capital Association en Illinois Innovation Accelerator Fund op, waarvan het laatste gespecialiseerd is in startkapitaalinvesteringen in de technologiebranche.
Pritzker was ook actief als voorzitter van ChicagoNEXT, een door burgemeester Rahm Emanuel opgezet comité voor innovatie en technologie. In 2008 ontving hij de Entrepreneurial Champion Award voor zijn inspanningen om de economische ontwikkeling en de werkgelegenheid in Chicago te stimuleren. 
Als filantroop is Pritzker verbonden geweest aan verschillende organisaties en liefdadigheidsinstanties, zoals het Illinois Holocaust Museum and Education Center in Skokie en de Illinois Human Rights Commission. Met zijn vrouw, Mary Kathryn Muenster, doneerde hij miljoenen dollars aan onderwijsinstellingen, bijvoorbeeld aan de Universiteit van South Dakota voor de bouw van een nieuw universitair centrum. Hiernaast werd de Pritzker Family Foundation opgericht, die zich bezighoudt met armoedebestrijding bij jonge kansarme kinderen. Samen met onder andere de Bill & Melinda Gates Foundation werden onderzoeksprogramma's gefinancierd en in samenwerking met James Heckman werd op de Universiteit van Chicago een consortium opgezet voor de ontwikkeling van deze kinderen.

### Politieke werkzaamheden
Na zijn studiejaren, in de jaren negentig, was Pritzker voor het eerst politiek actief toen hij in Washington D.C. medewerker was van senator Terry Sanford, senator Alan J. Dixon en afgevaardigde Tom Lantos. In dezelfde periode richtte hij de Democratic Leadership for the 21st Century op, een nationale organisatie met als doel jongeren bij de politiek te betrekken.
In 1998 streed Pritzker bij de Amerikaanse congresverkiezingen mee voor een zetel in het Huis van Afgevaardigden voor het negende congresdistrict van Illinois. Hij werd echter verslagen in de voorverkiezing van de Democratische Partij. Tien jaar later was hij vicevoorzitter van de campagne van Hillary Clinton tijdens de presidentsverkiezingen van 2008.
In mei 2017 publiceerde de Chicago Tribune een afgetapt telefoongesprek uit 2008 tussen Pritzker en Rod Blagojevich, toenmalig gouverneur van Illinois. Hierin kwam de financiering van Blagojevich' campagne ter sprake en de mogelijkheid voor Pritzker om te worden aangesteld als state treasurer (minister van financiën). De onthulling van de tape leidde tot verdachtmakingen omtrent corruptie en kritiek vanuit alle politieke fracties. Pritzker ontkende alle beschuldigingen. Er werd geen officieel onderzoek naar de zaak gestart.

### Verkiezing tot gouverneur
In 2017 stelde Pritzker zich verkiesbaar voor de gouverneursverkiezingen van 2018 in Illinois. Hij werd gesteund door een groot aantal lokale politici en meerdere vakbonden, waaronder de AFL–CIO. Pritzker spendeerde aan zijn campagne meer dan 171 miljoen dollar van zijn eigen vermogen, een recordbedrag in de Amerikaanse politieke geschiedenis.
Bij de voorverkiezing van de Democratische Partij slaagde hij erin 98 van de 102 county's in de staat te winnen. Bij de algemene verkiezingen moest hij het vervolgens opnemen tegen de zittende Republikeinse gouverneur Bruce Rauner. Pritzker behaalde ruim 54% van de stemmen en werd daarmee verkozen tot gouverneur van Illinois. Op 14 januari 2019 werd hij ingezworen in de hoofdstad Springfield.

### Standpunten
Pritzker is pro-choice en een voorstander van vrouwenemancipatie. Ook steunt hij de rechten van de LGBT-gemeenschap en heeft hij zich uitgesproken voor een humane opvang van vluchtelingen. Daarnaast pleit hij voor netneutraliteit en de legalisering van cannabis.